# Eleodes dentipes
Eleodes dentipes es una especie de escarabajo del género Eleodes, tribu Amphidorini, familia Tenebrionidae. Fue descrita científicamente por Eschscholtz en 1829.
Se mantiene activa durante todos los meses del año.

## Descripción
Mide aproximadamente 25 milímetros de longitud.

## Distribución
Se distribuye por México y Estados Unidos.